# Objektivisme (Ayn Rand)
Objektivisme er i denne artikel den filosofi, som udarbejdedes af den russisk-fødte amerikanske filosof og forfatter Ayn Rand (1905-1982).
Udgangspunktet i objektivismen er, at der findes en objektiv virkelighed, som eksisterer, uanset hvad mennesker måtte blive enige om. Virkeligheden er altså faktuel og i modstrid med italesættelser, hvor mennesker forsøger at påvirke en virkelighedsopfattelse ved hjælp af en diskurs.
Ayn Rand beskrev selv objektivisme med følgende ord: "Man kan undvige virkeligheden. Men man kan ikke undgå konsekvenserne af at undvige virkeligheden. Medmindre man får andre til at betale for sit svigt"
| filosofi | Spire Denne filosofiartikel er en spire som bør udbygges. Du er velkommen til at hjælpe Wikipedia ved at udvide den. |